# Waltensburg/Vuorz
Waltensburg/Vuorz (deutsch und bis 1943 offiziell Waltensburg, rätoromanisch Vuorz [vuə̯ʁts]ⓘ, auch Uors la Foppa) ist seit 2018 ein Fraktion der Gemeinde Breil/Brigels im Schweizer Kanton Graubünden. Bis zum 31. Dezember 2017 bildete er eine eigenständige politische Gemeinde.

## Geographie

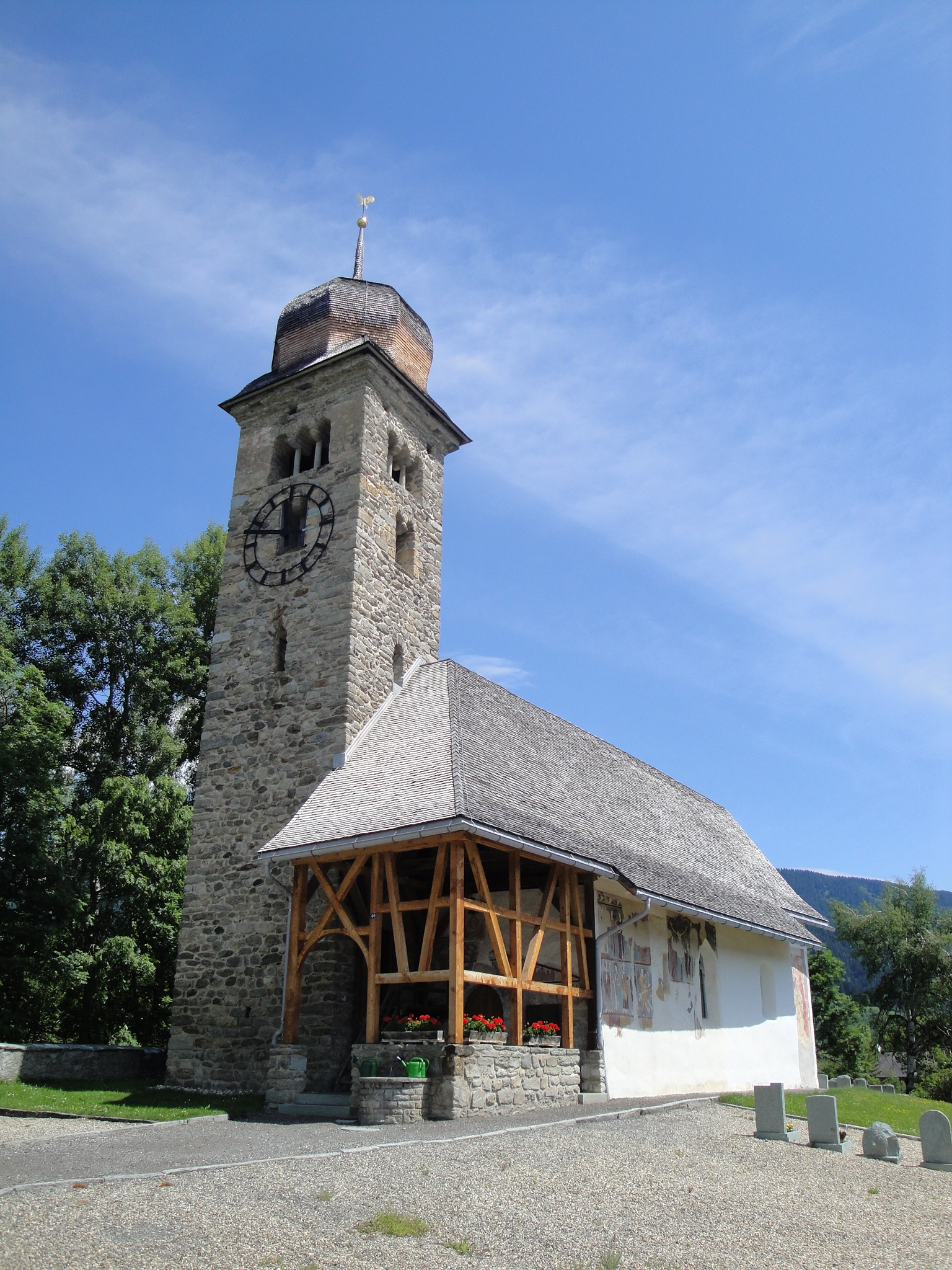
Reformierte Kirche

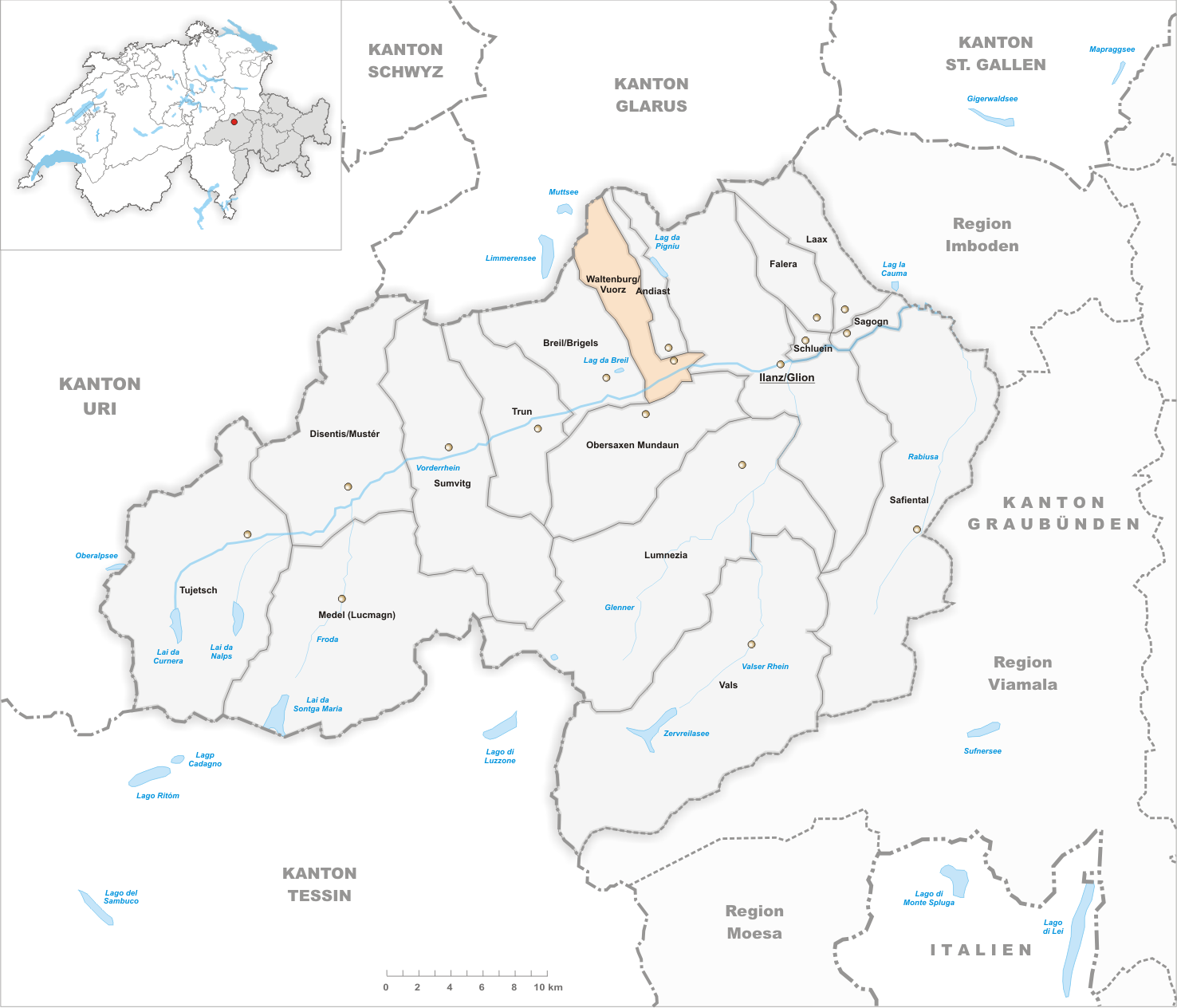
Gemeindestand vor der Fusion am 1. Januar 2018

Luftbild von Werner Friedli (1957)

Das Strassendorf Waltensburg/Vuorz liegt in der Surselva auf einer Höhenterrasse am Südhang des Vorderrheintals. Ein kleiner Teil der Gemeinde und die Bahnstation liegen auf der rechten Seite des Vorderrheins. Der Grossteil der Gemeinde liegt dagegen auf der linken Seite, wo er von Run Dado (745 m) bis hinauf zur Ruchi (3107 m) aufsteigt. Die nördliche Gemeindegrenze ist gleichzeitig Kantonsgrenze zu Glarus und besteht aus einer Gebirgskette, der nebst dem Ruchi auch der Muttenstock (3089 m) angehört. Etwas weiter südlich erhebt sich der Piz d'Artgas (2787 m). Zur Gemeinde gehören nebst dem Dorf der Weiler Tavellas und zahlreiche Einzelhöfe.
Vom gesamten Gemeindegebiet von über 32 km² sind 1291 ha (= 49 %) Gebirge und 712 ha (= 22 %) bewaldet. 864 ha des 1181 ha landwirtschaftlich nutzbaren Bodens werden von Maiensässen beansprucht. Die übrigen 48 ha des Gemeindeareals sind Siedlungsfläche.

## Geschichte
Der deutsche Name Waltensburg (erstmals belegt 1208 als Waltramsburc) ist ursprünglich eine Bezeichnung für die Burg Jörgenberg, die auf dem Gemeindegebiet liegt. Waltram ist ein althochdeutscher Männername, der aus waltan «walten, herrschen» und hraban «Rabe» zusammengesetzt ist. Der bündnerromanische Name Vuorz (erstmals bezeugt 765 als in Vorce) geht auf mittellateinisch bǐfurcus «gegabelt» zurück und bezieht sich auf den Zusammenfluss der Bäche Flem und Schmuér in Dorfnähe. Schriftsprachlich bis in die jüngere Vergangenheit und dialektal noch heute lautet der Ortsname Uors oder Uors la Foppa in Unterscheidung zu Uors la Lumnezia.
Auf Jörgenberg (romanisch Munt Son Gieri) fanden sich Spuren einer bronzezeitlichen und rätischen Siedlung der Eisenzeit sowie römische Fragmente. Im Mittelalter gehörten Aussensiedlungen auf Ladral (1530 m ü. M.) und Jörgenberg zu Waltensburg. Im Gebiet der ehemaligen Gemeinde liegen neben Jörgenberg die drei mittelalterlichen Burgruinen Grünenfels (romanisch Chischlatsch), Sitz der Herren von Grünenfels im 13. bis 14. Jahrhundert, Kropfenstein und Vogelberg (romanisch Cafoghel). 1734 kaufte die Gerichtsgemeinde Waltensburg, die auch Rueun, Siat, Pigniu, Andiast und Schlans umfasste, die letzten Rechte der Herrschaft Jörgenberg aus. Waltensburg gehörte 1851 bis 2000 zum Kreis Ruis im Bezirk Glenner bzw. 2001 bis 2015 im Bezirk Surselva.
Als einzige Kirchgemeinde des oberen Bündner Oberlands schloss sich Waltensburg 1526 der Reformation an, was zur Abtrennung von Andiast führte. Die 1241 im Dorf erwähnte Pfarrkirche St. Leodegar ist berühmt für die gotischen Fresken aus der Zeit von etwa 1330 bis 1450, deren älteste der Waltensburger Meister schuf. Eine Prozession der katholischen Andiaster durch Waltensburg nach Rueun löste 1682 den sogenannten Fahnenkrieg aus.
Bis 1963 war die vorwiegend bäuerlich geprägte Gemeinde dank Wald- und Wasserzinsen finanziell gut situiert und erhob keine Gemeindesteuern. Die Güterzusammenlegung führte ab 1961 zur Konzentration der Bauernbetriebe (Mechanisierung, zugleich Anstieg des Viehbestands) und Abwanderung. Zu Beginn des 21. Jahrhunderts waren viele der Erwerbstätigen Wegpendler, vor allem nach Ilanz und Domat/Ems, zum Teil bis nach Chur. Dem Rückgang an bäuerlichen und gewerblichen Betrieben begegnete das mehrheitlich rätoromanische Waltensburg mit sanftem Tourismus: Nebst Ferienhäusern, Eigentumswohnungen und Sporthotels wurde 1983 das Ökohotel Ucliva als Pionierwerk des naturnahen und angepassten Fremdenverkehrs errichtet.

## Wappen
| Wappen von Waltensburg/Vuorz | Blasonierung: «In Silber (Weiss) auf schwarzem Pferd Ritter Georg mit goldenem Nimbus und rotem Mantel, einen grünen Drachen tötend»                                                                 |
| Wappen von Waltensburg/Vuorz | In den Farben des Oberen Bundes zeigt das Wappen den Heiligen Georg, Patron der Kirche und Namensgeber der Burg Jörgenberg, dem Standort der Kirche. Das Motiv zeigte auch schon das Gemeindesiegel. |

## Bevölkerung
| Bevölkerungsentwicklung | Bevölkerungsentwicklung | Bevölkerungsentwicklung | Bevölkerungsentwicklung | Bevölkerungsentwicklung | Bevölkerungsentwicklung | Bevölkerungsentwicklung | Bevölkerungsentwicklung | Bevölkerungsentwicklung | Bevölkerungsentwicklung | Bevölkerungsentwicklung |
| ----------------------- | ----------------------- | ----------------------- | ----------------------- | ----------------------- | ----------------------- | ----------------------- | ----------------------- | ----------------------- | ----------------------- | ----------------------- |
| Jahr                    | 1850                    | 1900                    | 1950                    | 1980                    | 2000                    | 2004                    | 2010                    | 2012                    | 2014                    | 2016                    |
| Einwohner               | 443                     | 362                     | 406                     | 322                     | 383                     | 393                     | 364                     | 349                     | 343                     | 333                     |

Von den Ende 2004 393 Bewohnern waren 376 Schweizer Staatsangehörige. Seit 1526 ist Waltensburg eine reformierte Exklave in der sonst fast ausschliesslich katholischen Surselva.
Die Amtssprache ist Rätoromanisch mit dem Idiom Sursilvan.

## Sehenswürdigkeiten

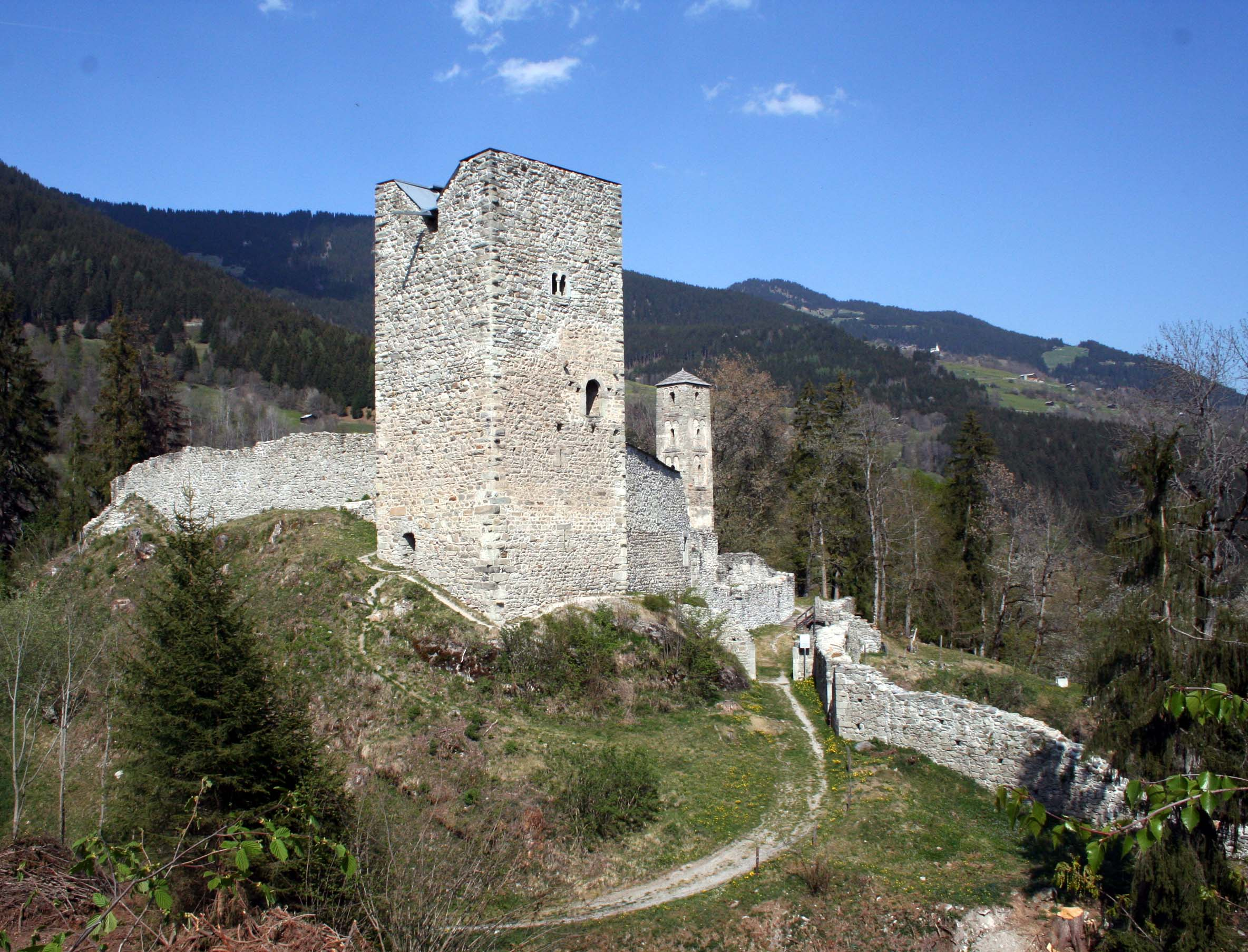
Ruine Jörgenberg

- Die reformierte Kirche Waltensburg wurde im 11. Jahrhundert als Kapelle in Saalform erbaut.

Von den Wandmalereien aus vier verschiedenen Epochen sind die Werke eines unbekannten Meisters um 1330 kunsthistorisch besonders wertvoll. Weil er seine bedeutendsten Werke in Waltensburg hinterlassen hat, wird er der Waltensburger Meister genannt. Seine Werke stehen in geistiger Verwandtschaft mit den um die gleiche Zeit entstandenen Miniaturen der Manessischen Handschrift sowie den Glasmalereien von Königsfelden.
- Haus Cadonau-Dalbert (Casa Cadonau-Dalbert)
- Haus Wieland (Casa Wieland)

In Waltensburg/Vuorz stehen die Ruinen von vier Burgen:
- Im östlichen Teil des Dorfes steht die Ruine der Burg Jörgenberg. Sie wird erstmals 765 in Bischof Tellos Testament erwähnt.
- Praktisch im Zentrum des Dorfes steht die Burg Grünenfels (rom. Chischlatsch), Sitz der gleichnamigen Herren im 13. Jahrhundert.
- Die Burg Kropfenstein liegt westlich des Dorfes an einer senkrechten Felswand, und die Burg Vogelberg (rom. Cafoghel) steht oberhalb der Strasse nach Andiast.

Die Senda Sursilvana, ein Fernwanderweg entlang des jungen Rheins, führt vom Oberalppass her durch den nördlichen Nachbarort Andiast in Richtung Chur, passend zur Beschaulichkeit der Lage weit über dem Talgrund und dem Durchgangsverkehr.

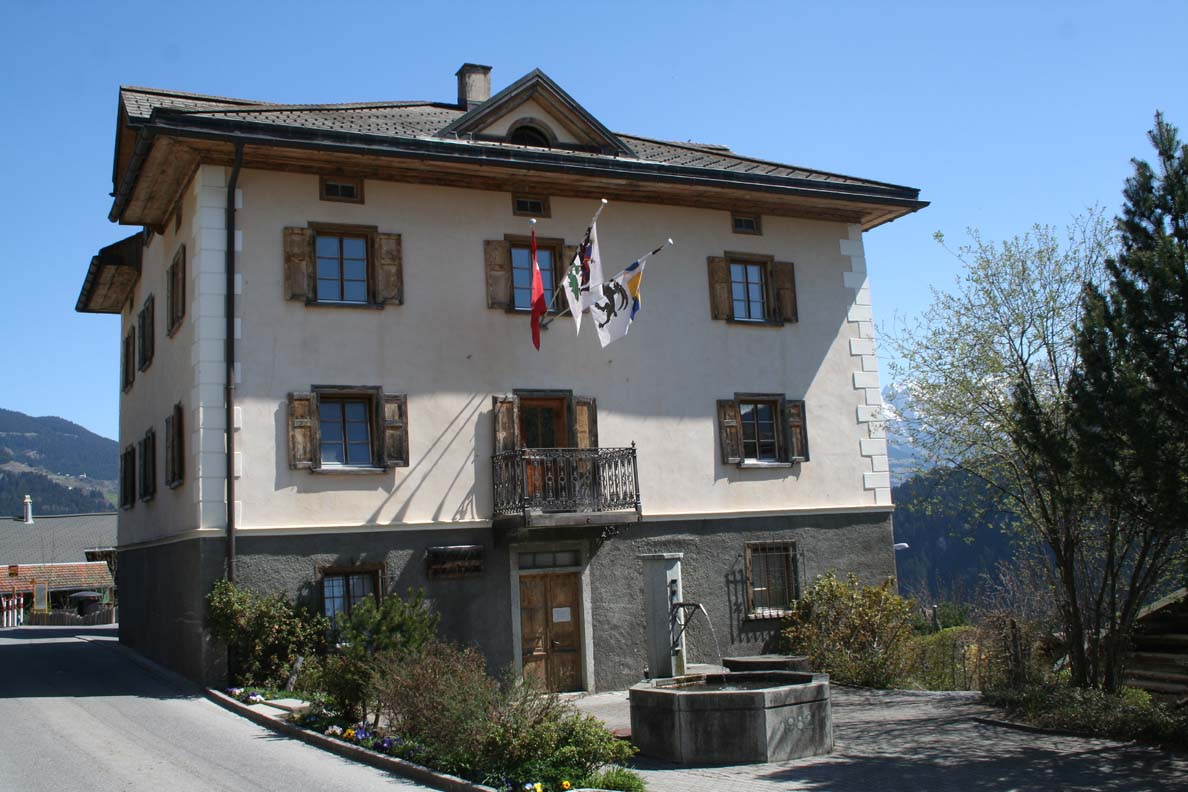
Gemeindehaus
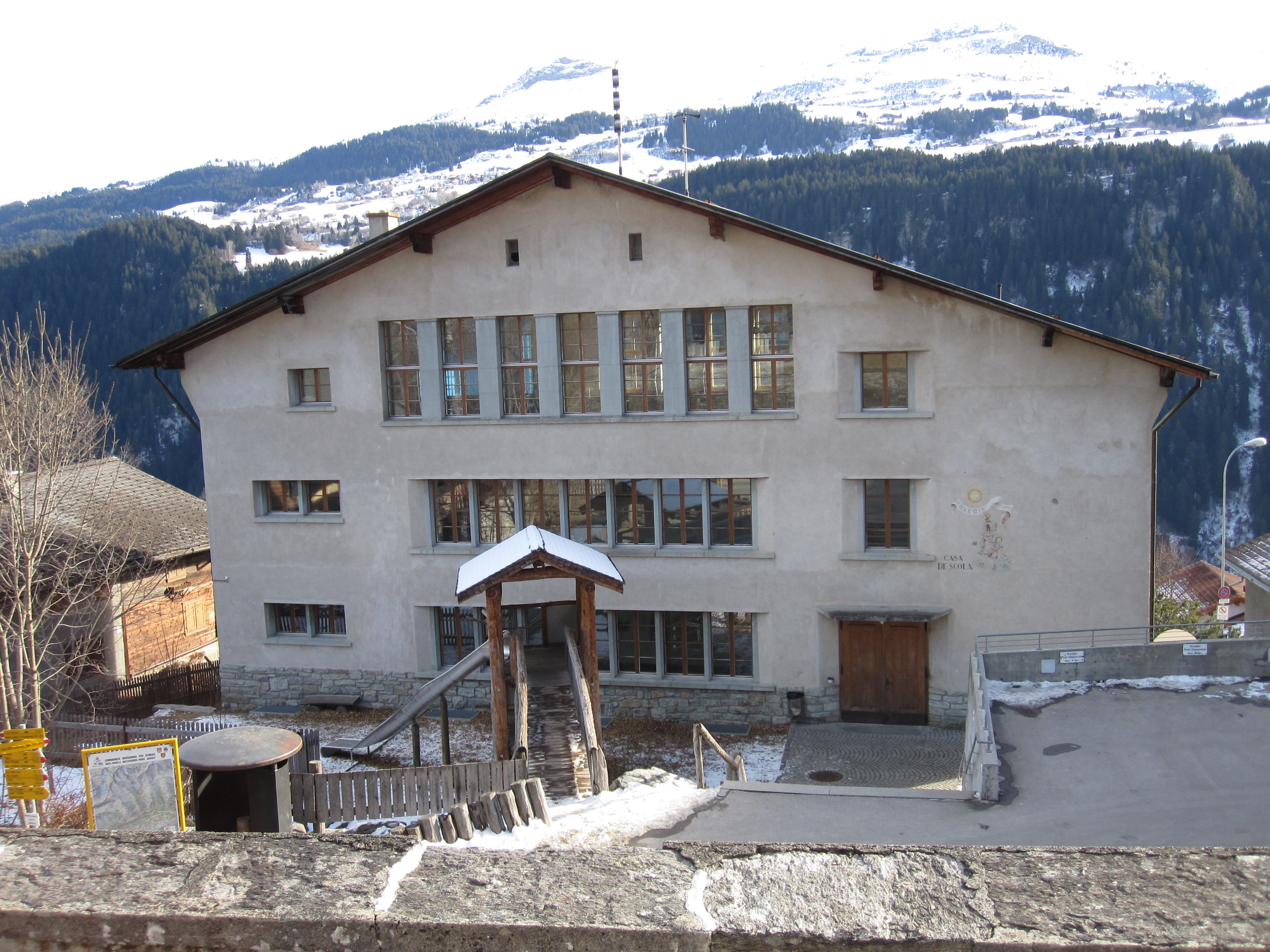
Schulhaus
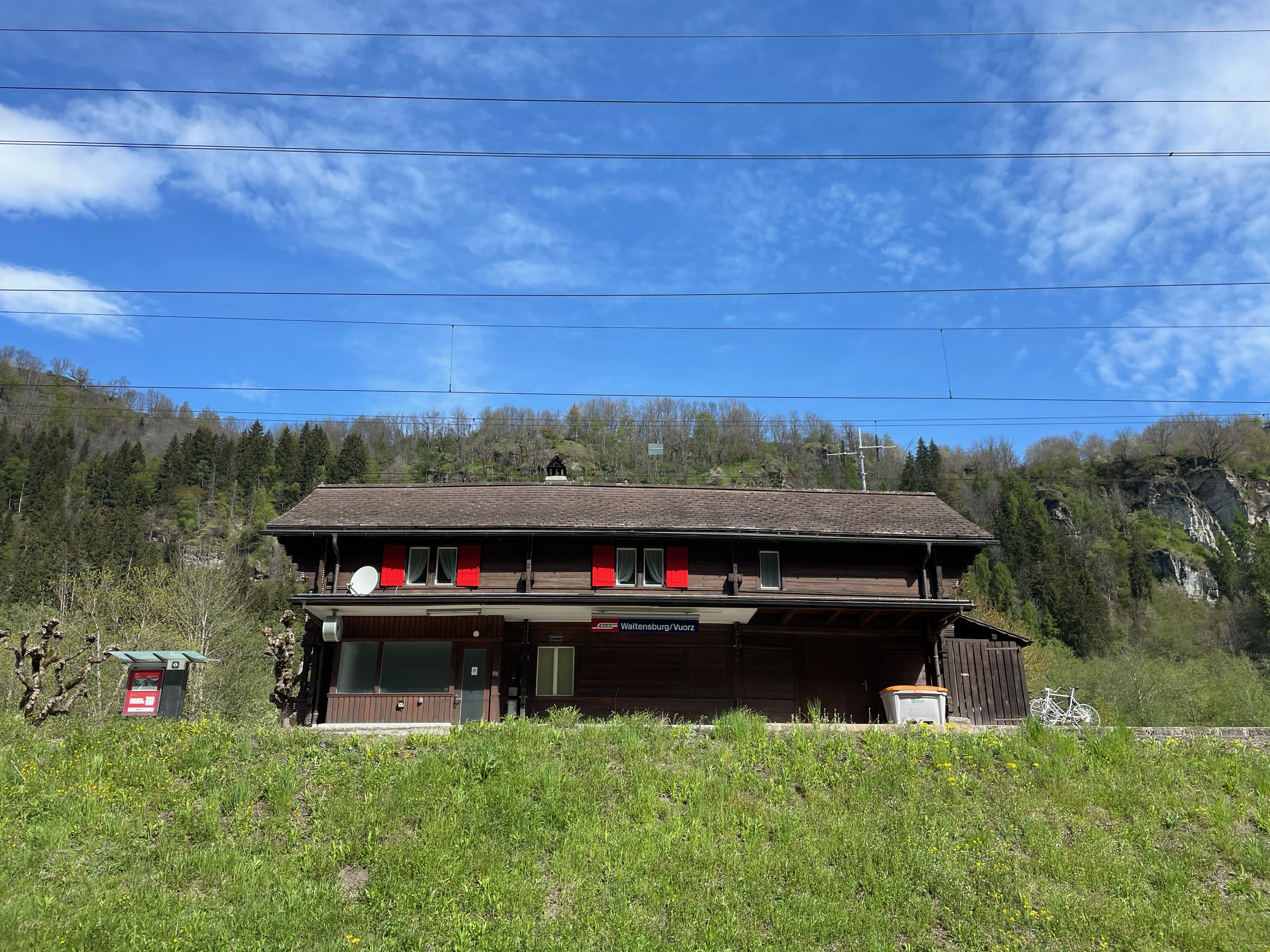
Bahnhof
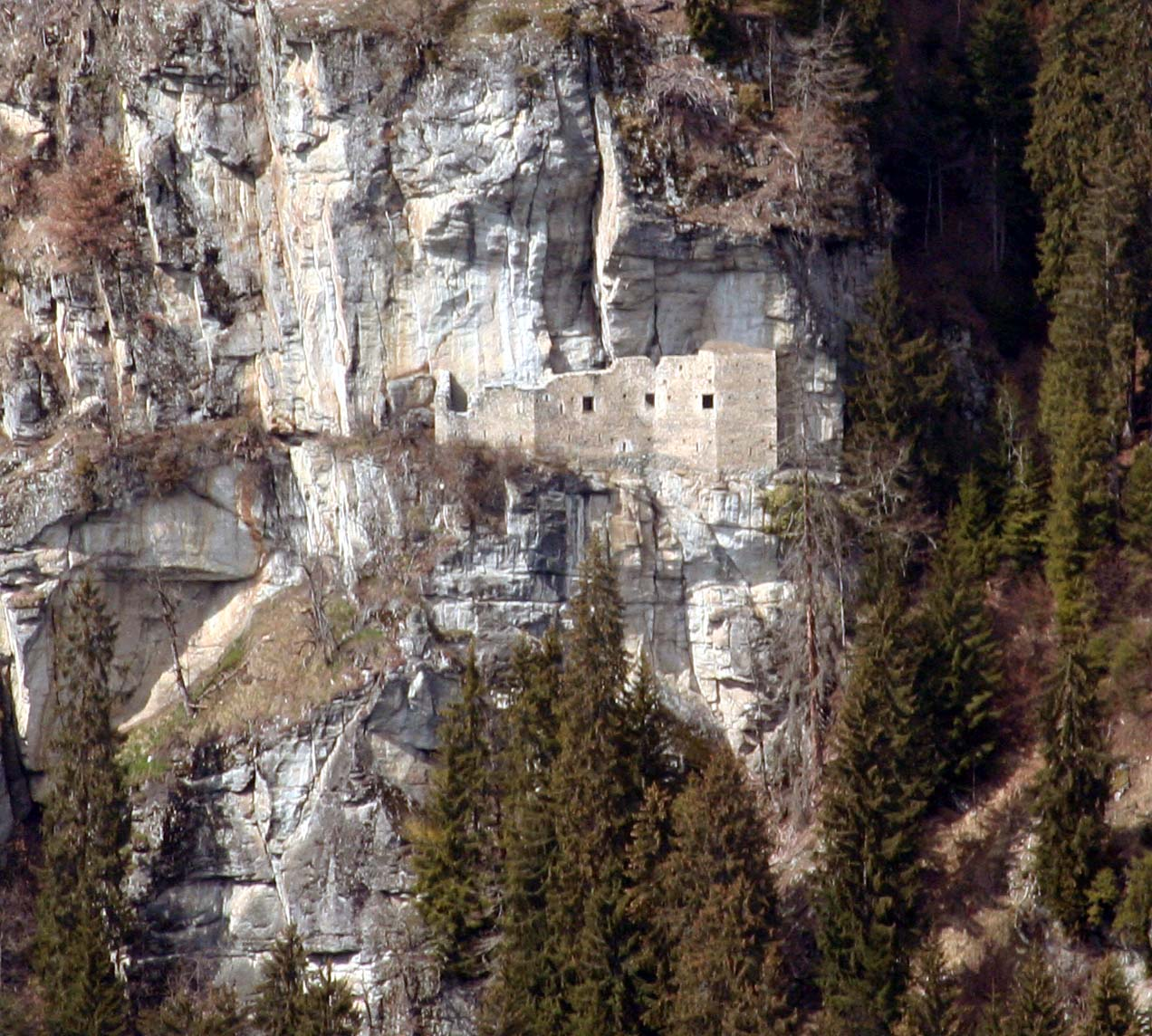
Burg Kropfenstein